# Joan Derk van der Capellen tot den Pol
Joan Derk baron van der Capellen tot den Pol (Tiel, 2 november 1741 – Zwolle (Overijssel), 6 juni 1784) was een Nederlands politicus en edelman die als grondlegger wordt beschouwd van de patriottenbeweging.
Van der Capellen steunde de Amerikaanse Onafhankelijkheidsoorlog, had kritiek op het politieke bestel en regentenstelsel. Hij is vooral bekend als de auteur van het anoniem gepubliceerde pamflet Aan het Volk van Nederland, dat in de nacht van 25 op 26 september 1781 in alle grote steden van de Republiek werd verspreid.

## Tegendraadse buitenstaander
Joan Derk van der Capellen was de enige zoon van Frederik Jacob Derk van der Capellen, kapitein in het Staatse leger, heer van Appeltern en Altforst. Hij stamde uit een oud Gelders geslacht. Maar meer invloed op de jonge Joan had zijn grootvader van moederskant, Derk Reinier van Bassenn. Deze was wegens zijn rol in de Plooierijen uit Arnhem verbannen. Van Bassenn bracht zijn kleinzoon de beginselen bij van een klassieke opvoeding.
Na de Latijnse school te 's-Hertogenbosch ging hij in 1758 in Utrecht rechten studeren en raakte daar overtuigd van de noodzaak de Nederlandse politiek te hervormen. Om dit van binnenuit te kunnen doen, was het nodig lid te worden van een Ridderschap, het bestuursorgaan waarin de adel vertegenwoordigd was en dat samen met de steden de Staten vormde. Daarvoor moest men een "riddermatig goed" bezitten, een landgoed waaraan stemrecht verbonden was. Pogingen te worden geadmitteerd tot de Ridderschap van Nijmegen en van Zutphen mislukten.
In Overijssel had hij wel succes, hoewel hij ook hier flink werd tegengewerkt. Door middel van een koop verwierf Joan Derk in 1769 van Catharina Muntz de havezate de Bredenhorst, maar dit was niet genoeg. Omdat Van der Capellen niet aan de voorwaarden om te worden toegelaten kon voldoen, deed hij een beroep op prins Willem V. De stadhouder steunde hem aanvankelijk totdat deze ervoer dat Van der Capellen zijn grootste tegenstander werd.
In 1772 werd Van der Capellen eindelijk Statenlid en hij manoeuvreerde zich door zijn duidelijke mening en zijn felle betogen in een moeilijke positie. Van der Capellen was:
1. voor versterking van de vloot in tegenstelling tot de stadhouder, die versterking van het leger wilde;
2. tegen de uitlening van de Schotse Brigade aan de koning van Engeland, die daarmee de opstand in de Amerikaanse koloniën wilde neerslaan;
3. tegen militaire jurisdictie - het feit dat de militaire rechtbank ook zaken tussen soldaten en burgers behandelde en de soldaten bevoordeelde;
4. voor het handhaven van het Regeringsreglement en tegen de informele benoemingspraktijk en vriendjespolitiek;
5. voor de afschaffing van de drostendiensten, een uit de Middeleeuwen stammend instituut dat boeren in Overijssel verplichtte om tweemaal in het jaar hand-en-spandiensten te verrichten.

In 1775 kocht Catharina Muntz de Bredenhorst weer terug. Van der Capellen wist nu de havezate De Pol te bemachtigen, zodat hij zijn toegang tot de Staten behield. Hij heeft nooit op De Pol gewoond, maar voegde de naam van de havezate wel toe aan zijn achternaam.

## Strategieën

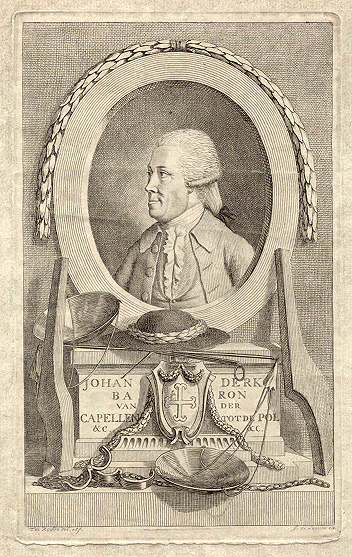
Portret van Van der Capellen met op de voorgrond een gebroken juk en ketenen, door T. de Roode

In zijn strijd maakte Van der Capellen gebruik van verschillende strategieën. Hij heeft veel afgekeken van de Engelse politicus en demagoog John Wilkes (1725-1797), die in de jaren zestig van de achttiende eeuw Londen op stelten zette. Willem V noemde in zijn privécorrespondentie Van der Capellen ironisch wel 'Notre Wilkes'.
Van der Capellen was creatief. De rede van Van der Capellen tegen de uitlening van de Schotse Brigade werd gedrukt, waarschijnlijk met zijn medeweten, en was overal in Nederland te koop. Van der Capellen beweerde echter tegenover zijn collega's dat deze publicatie buiten zijn medeweten was geschied. Omdat deze eerste druk fouten bevatte verscheen er een tweede druk van de rede waarin Van der Capellens woorden wel goed werden weergegeven. Het laten uitlekken én het opnieuw laten drukken van zijn advies tegen de uitlening van de Schotse Brigade zorgde voor een nationaal schandaal. Wat eerst achterkamertjespolitiek was, werd nu openlijk besproken in de herbergen en op de pleinen, in de huiskamers en de leesgezelschappen. Er ontstond een sterk antistadhouderlijke stemming. De koning van Groot-Brittannië trok daarom zijn verzoek maar in.
Van der Capellen was goed in theater. Toen zijn rede over de handhaving van het Regeringsreglement in de Secrete Capse (de doofpot) belandde, toonde Van der Capellen zich hevig verontwaardigd. Hij vond dat hij als geboren regent het recht had om in alle vrijheid zijn adviezen te geven. Hij hoefde toch zeker geen blad voor de mond te nemen? Het ging hem immers om de vrijheid en het algemeen belang! Van der Capellen suggereerde dat hij de enige was die een eerlijk en betrouwbaar regent was, een echte patriot, en plaatste zich hiermee in een uitzonderingspositie. Van der Capellen zag zichzelf als een roepende in de woestijn, als een profeet die niet door zijn vaderstad werd geëerd. Door zo op te treden werd Van der Capellen wel erg populair bij het volk maar minder bij zijn collega's.
Van der Capellen durfde grote risico's te nemen. In 1778 hield hij zijn rede over de onwettigheid van de drostendiensten in Overijssel. Joan Derk had deze rede van tevoren laten drukken en onder het volk verspreid. Omdat Van der Capellen harde woorden had gebruikt, hij had onder andere de drostendiensten vergeleken met slavernij en gezegd dat de drosten die in de zeventiende eeuw de diensten opnieuw hadden ingevoerd schurken waren, werd hem de toegang tot de vergadering ontzegd. Zijn politieke ballingschap zou vier jaar duren.
Van der Capellen liet in deze tijd zien dat hij over een groot doorzettingsvermogen beschikte. Hij zette zijn strijd tegen de drostendiensten voort. Zijn vriend en wapenbroeder François Adriaan van der Kemp, een doopsgezind predikant uit Leiden, schreef voor Van der Capellen onder verschillende pseudoniemen een serie pamfletten tegen de drostendiensten en bracht het verzamelwerk Capellen regent uit. Dit bestond uit zes delen en bevatte naast alle redes van Van der Capellen ook officiële documenten die eigenlijk niet voor publicatie bestemd waren. Van der Capellen legde door de publicatie van dit werk rekenschap van zijn daden af aan het publiek en brak weer met de gedragscode van geheimhouding.

## Aan het Volk van Nederland

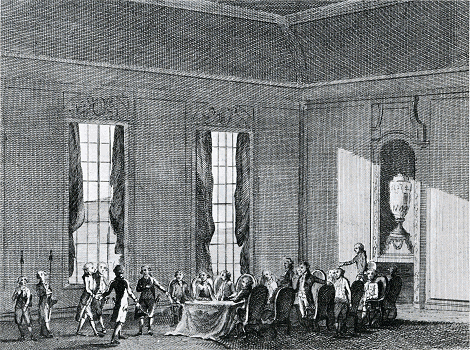
De readmissie van Van der Capellen in de vergadering van ridderschap en steden van Overijsel op 1 november 1782.

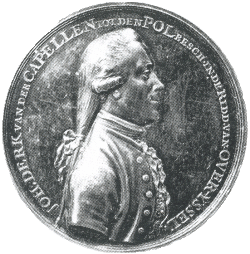
Gouden gedenkpenning aangeboden door de inwoners van Twente, ontworpen door J.G. Holtzhey.

Het bekendste geschrift van Van der Capellen is Aan het Volk van Nederland, het anonieme pamflet waarin de vriendjespolitiek van de regenten en het zwakke beleid van Willem V worden aangeklaagd en dat in de nacht van 25 op 26 september 1781 over heel Nederland werd verspreid. Dit pamflet was de klaroenstoot voor de patriottenbeweging. Dissidente regenten en ontevreden burgers verbonden zich en gingen ijveren voor politieke hervormingen en meer burgerinvloed. Van der Capellen werd een van de belangrijkste leiders van de patriotten, zonder dat tijdens zijn leven echter ooit bekend werd dat het anonieme manuscript van zijn hand was. Pas in 1891, ruim honderd jaar na het verschijnen van het pamflet, kon onomstotelijk worden bewezen dat Van der Capellen de auteur was. In dat jaar had de historicus Adriaan Loosjes een uittreksel van de autobiografie van François Adriaan Van der Kemp, die in 1787 naar Amerika was geëmigreerd, toegezonden gekregen waaruit duidelijk werd dat Van der Capellen 'Aan het Volk van Nederland' geschreven moest hebben.
Hij probeerde met een nieuwe petitiebeweging zijn terugkeer in de Staten van Overijssel te bewerkstelligen. Dit lukte en op 1 november 1782 werd Joan Derk weer tot de Statenvergadering toegelaten. Ten slotte werden in februari 1783 eindelijk de gehate drostendiensten in Overijssel afgeschaft. De dankbare boeren die deze diensten altijd hadden moeten verrichten, boden hun bevrijder een gouden gedenkpenning aan.
In de laatste jaren van zijn leven boekte Van der Capellen met steun van het volk enkele grote successen. Dankzij een petitiebeweging waarin Van der Capellen een aanzienlijke rol had gespeeld, erkende Nederland als tweede land in 1782 de onafhankelijkheid van de Verenigde Staten van Amerika. Van der Capellen speelde een belangrijke rol in zijn functie als lid van de ridderschap van Overijssel bij het voorkomen van het uitlenen van de Schotse brigade. Hoewel de Schotse brigade slechts naar Gibraltar uitgezonden zou worden om de daar gelegerde Britse troepen vrij te kunnen maken om de opstand in Amerika te bestrijden, waren verscheidene Nederlandse patriotten bang dat de Schotse brigade ook ingezet zou worden bij de onderdrukking van Amerikaanse patriotten. Van der Capellen organiseerde ook een inzamelingsactie ter ondersteuning van de Amerikaanse zaak, waarbij het niet onaanzienlijke bedrag van 200.000 gulden ingezameld werd. Van dit bedrag had Van der Capellen zelf 20.000 gulden uit persoonlijke middelen ter beschikking gesteld.
Van der Capellen kon slechts een korte tijd van zijn roem genieten. Op 6 juni 1784 overleed hij plotseling te Zwolle, na een kort ziekbed.

## De erfenis van Van der Capellen

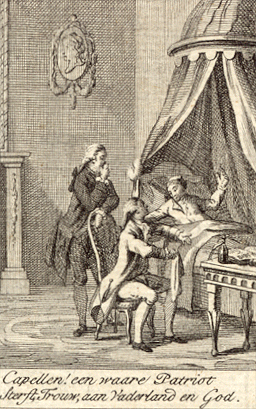
Sterfbed Van der Capellen tot den Pol met als onderschrift: Capellen! een waare Patriot sterft Trouw; aan Vaderland en God.

De politieke oplossingen die Van der Capellen aandroeg, worden door zijn tegenstanders uit de twintigste eeuw niet zo bijster vernieuwend gevonden. Zijn gedachtegoed en dat van de patriotten vormde volgens dezen een mengeling van oude en nieuwe ideeën. De patriotten wilden meer democratie maar wisten niet hoe ze dit streven goed bestuurlijk vorm moesten geven en hadden hun blik sterk op het verleden gericht. Desondanks ontleende Van der Capellen zijn ideeën niet aan Frankrijk zoals vaak wordt beweerd, maar zijn deze oorspronkelijker en wel degelijk uit de Nederlandse politiek afkomstig. Zijn democratisch gevoel is zeer duidelijk leesbaar in zijn pamfletten en vanuit dit gevoel was hij een van de grote voorvechters van de onafhankelijkheid en de democratie van de Verenigde Staten van Amerika. De VS verklaarden zich onafhankelijk in 1776, ruim vóór de Franse Revolutie van 1789, zodat de politiek vernieuwende standpunten van Van der Capellen alleen al vanuit dit perspectief hun tijd ver vooruit waren.
In 1787 maakte het leger van Pruisen een einde aan het patriottische experiment. De echte breuk met het ancien régime vond daarom pas plaats in 1795 toen na de Franse inval de Bataafse Republiek werd uitgeroepen.
Wel heeft Van der Capellen er mede voor gezorgd dat in Zwolle en omstreken een progressief-liberaal intellectueel klimaat ontstond dat figuren als Herman Willem Daendels, Rutger Jan Schimmelpenninck en later Everhardus Johannes Potgieter en Johan Rudolph Thorbecke zou voortbrengen.
Van der Capellen is vooral relevant omdat hij op een nieuwe manier politiek bedreef. Hij bracht door zijn optreden de politiek dichter bij de burger. Zaken die normaal geheim waren werden door hem naar buiten gebracht. Hij ijverde voor de vrijheid van meningsuiting en drukpers. Hij legde de vinger op de zere plek. Van der Capellen zorgde ervoor dat de politieke discussie weer breed werd gevoerd, dat politiek weer ergens over ging.
Als geen ander slaagde Van der Capellen erin de kloof tussen burger en politiek te overbruggen. Zijn creativiteit, zijn gevoel voor dramatiek, zijn durf, zijn doorzettingsvermogen en het feit dat hij altijd handig gebruik wist te maken van de publieke opinie hebben andere politici weten te inspireren. Met name Pim Fortuyn zei door hem geïnspireerd te zijn. Fortuyn noemde een van zijn geschriften Aan het volk van Nederland als verwijzing naar Van der Capellen.
In zijn laatste woonplaats Zwolle herinnert tegenwoordig de Van der Capellen Scholengemeenschap voor voortgezet onderwijs aan hem. Tevens baseerde Hella Haasse haar boek "Schaduwbeeld of Het geheim van Appeltern" uit 1989 op het leven van Van der Capellen.

## Na de dood van Van der Capellen

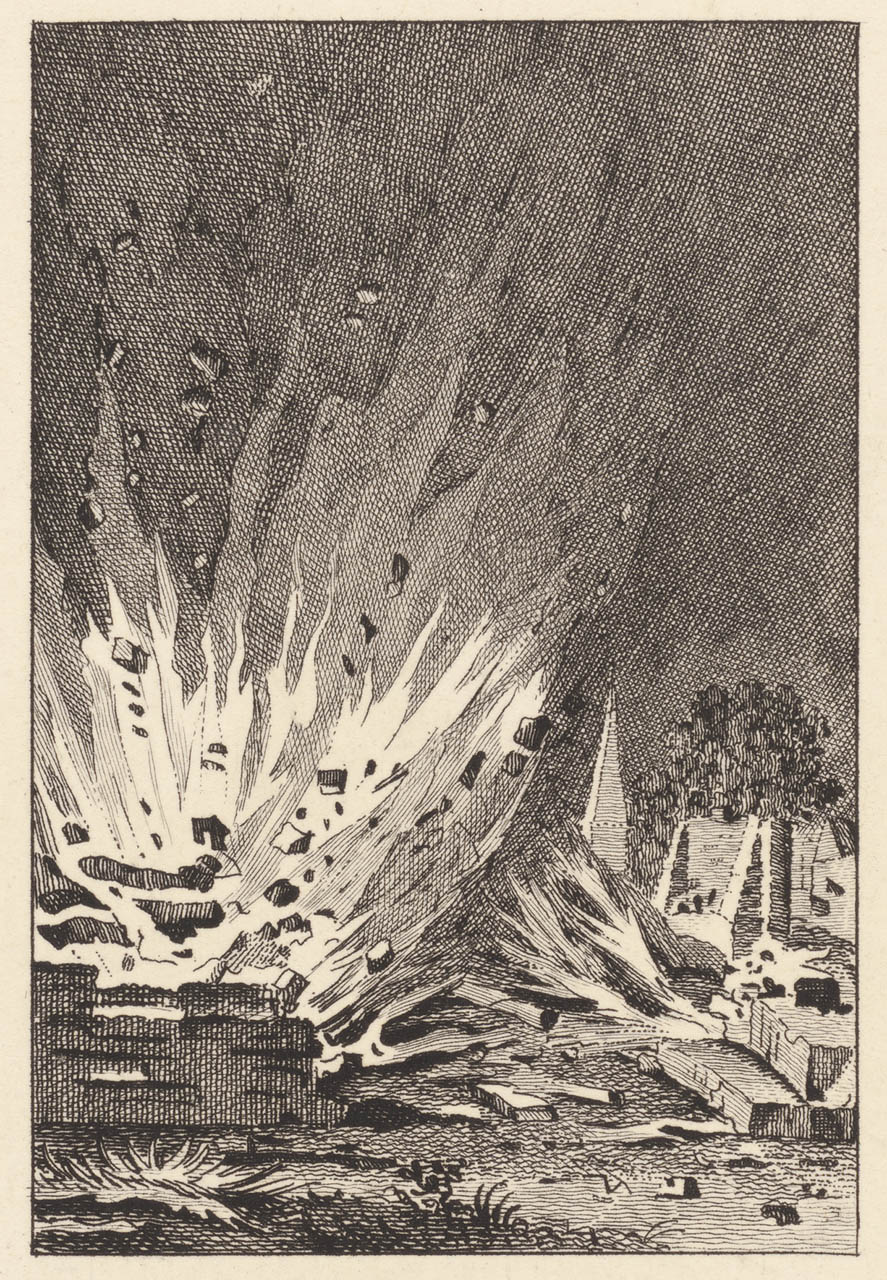
Verwoesting van de begraafplaats der Capellen, 7 augustus 1788, Reinier Vinkeles.

Het in 1785 naar ontwerp van de bekende Amsterdamse architect Jacob Otten Husly gebouwde grafmonument van Joan Derk van der Capellen tot den Pol ontkwam niet aan de terreur van Oranjegezinden. Eerst werd het aanwezige familiewapen op 23 september 1787 vernield. In de nacht van 6 op 7 augustus 1788 lieten militairen het hele gedenkteken in Gorssel met buskruit in de lucht vliegen. De grafkisten met de stoffelijke resten van Joan Derk van der Capellen tot den Pol en zijn vrouw waren toen al in veiligheid gebracht, mogelijk naar Kasteel Rechteren aan de Vecht, waar de schoonzoon van Joan Derk van der Capellen tot den Pol zijn verblijf had.
Deze schoonzoon, Rudolf Christiaan van Rechteren, was gehuwd met Betje, het enige kind van Joan Derk. Hun zoon Jacob Hendrik van Rechteren van Appeltern was een van de negenmannen, die onder leiding van Johan Rudolph Thorbecke een initiatief namen tot invoering van de parlementaire democratie.
Rond 1984 werden Kamervragen gesteld of de 200e sterfdag van Joan Derk van der Capellen tot den Pol niet herdacht moest worden. De Kamervragen mochten niet baten; de sterfdag werd landelijk niet herdacht. De Staten van Overijssel daarentegen gaven wel hun fiat aan de Joan Derk-herdenking, ondanks felle protesten van de protestantse partijen GPV en RPF. Het Provinciaal Overijssels Museum in Zwolle organiseerde een tentoonstelling en bracht ook een boek uit dat de betekenis van Van der Capellen voor de vaderlandse geschiedenis misschien wel het treffendst verwoordt: "De wekker van de Nederlandse natie."
De Bataafse Republiek wilde Van der Capellen eren met een standbeeld. De regering trok 45.000 gulden uit voor de bouw van een classicistisch grafmonument in de Grote Kerk van Zwolle met meerdere marmeren figuren. Daarvoor werd een opdracht verleend aan de Italiaanse beeldhouwer Giuseppe Ceracchi. In de periode voor zijn vertrek van Rome naar Parijs in 1799 werkte Giuseppe Ceracchi aan het standbeeld. Capellen werd als Romeins senator in toga afgebeeld.
Omdat de kunstenaar betrokken was bij de aanslag op Napoleon op 24 december 1800 werd hij gearresteerd en ter dood gebracht. Het standbeeld bleef in Rome achter en werd daar in een park, bij de Villa Borghese, opgesteld met het opschrift "Giovanne Derec de la Cappelo". De Orde van den Prince, afdeling Zwolle en andere partijen werkten er jaren aan om de beeldengroep naar de Grote Kerk in Zwolle te verhuizen, maar dit is nog niet gebeurd.

## Hommages voor Joan Derk van der Capellen tot den Pol

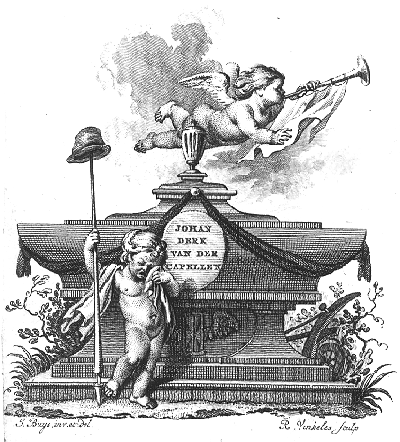
Grafmonument (verwoest)
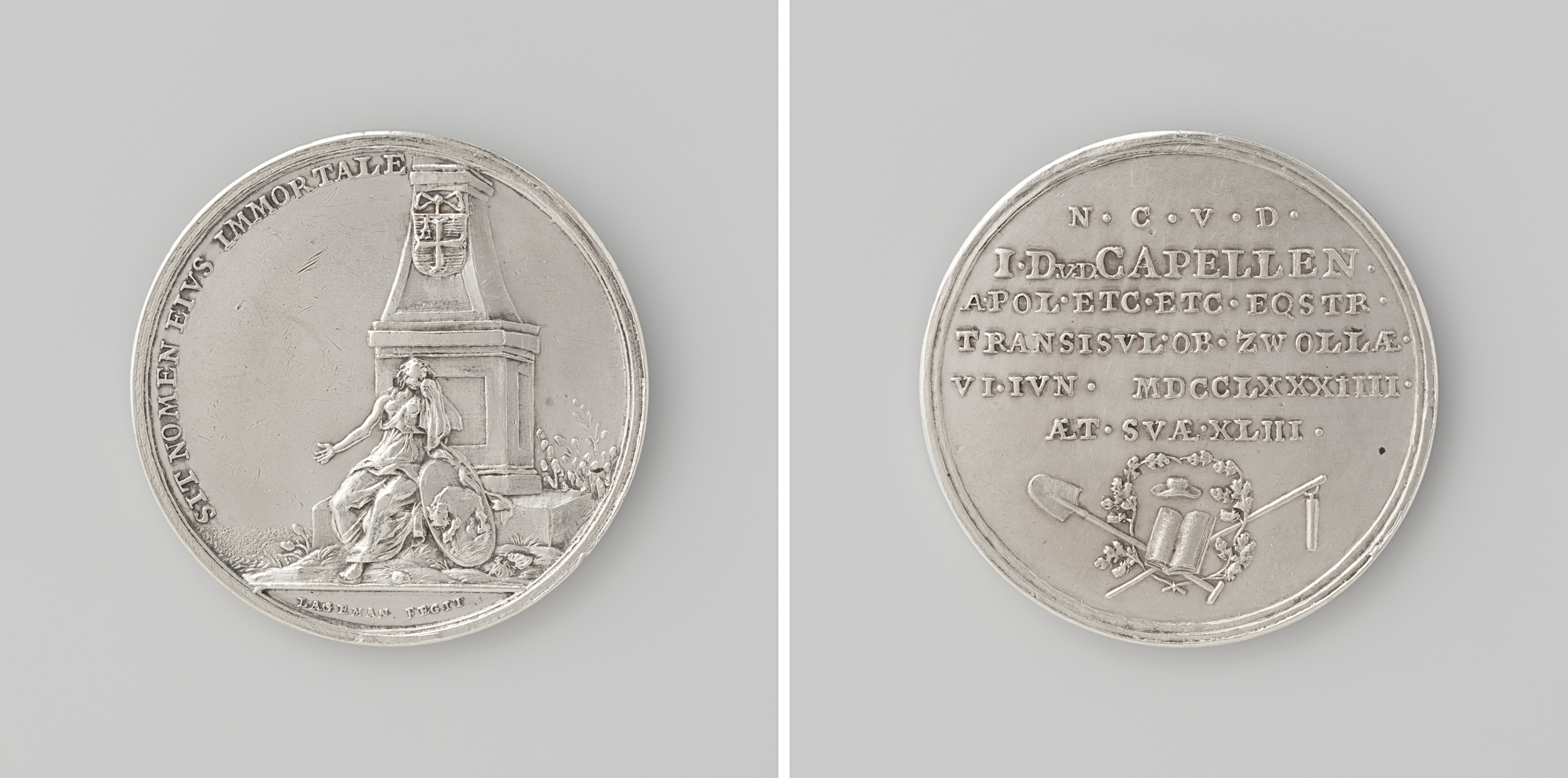
Overlijdenspenning (1784)
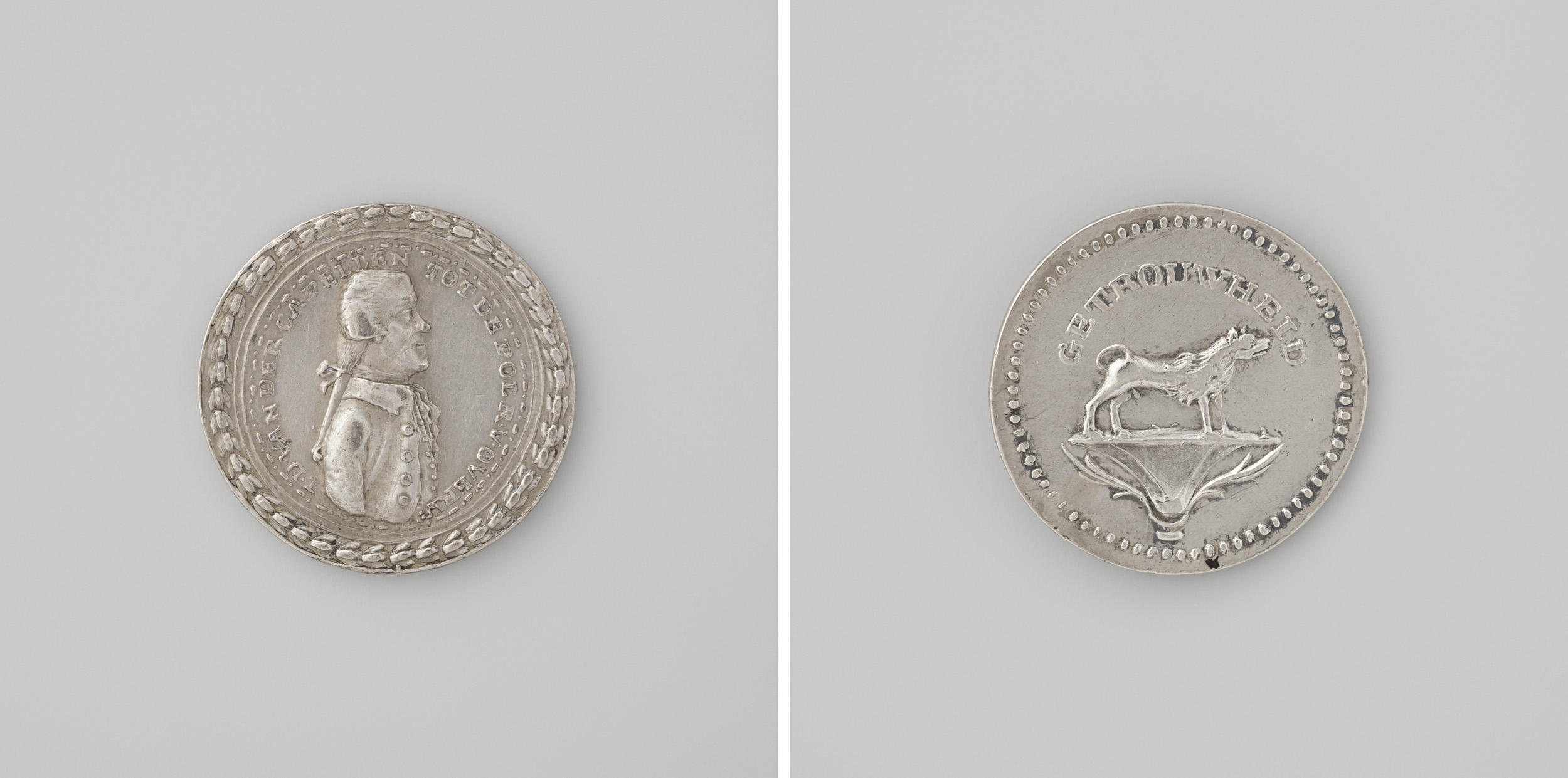
Zilveren penning (1784-1787)
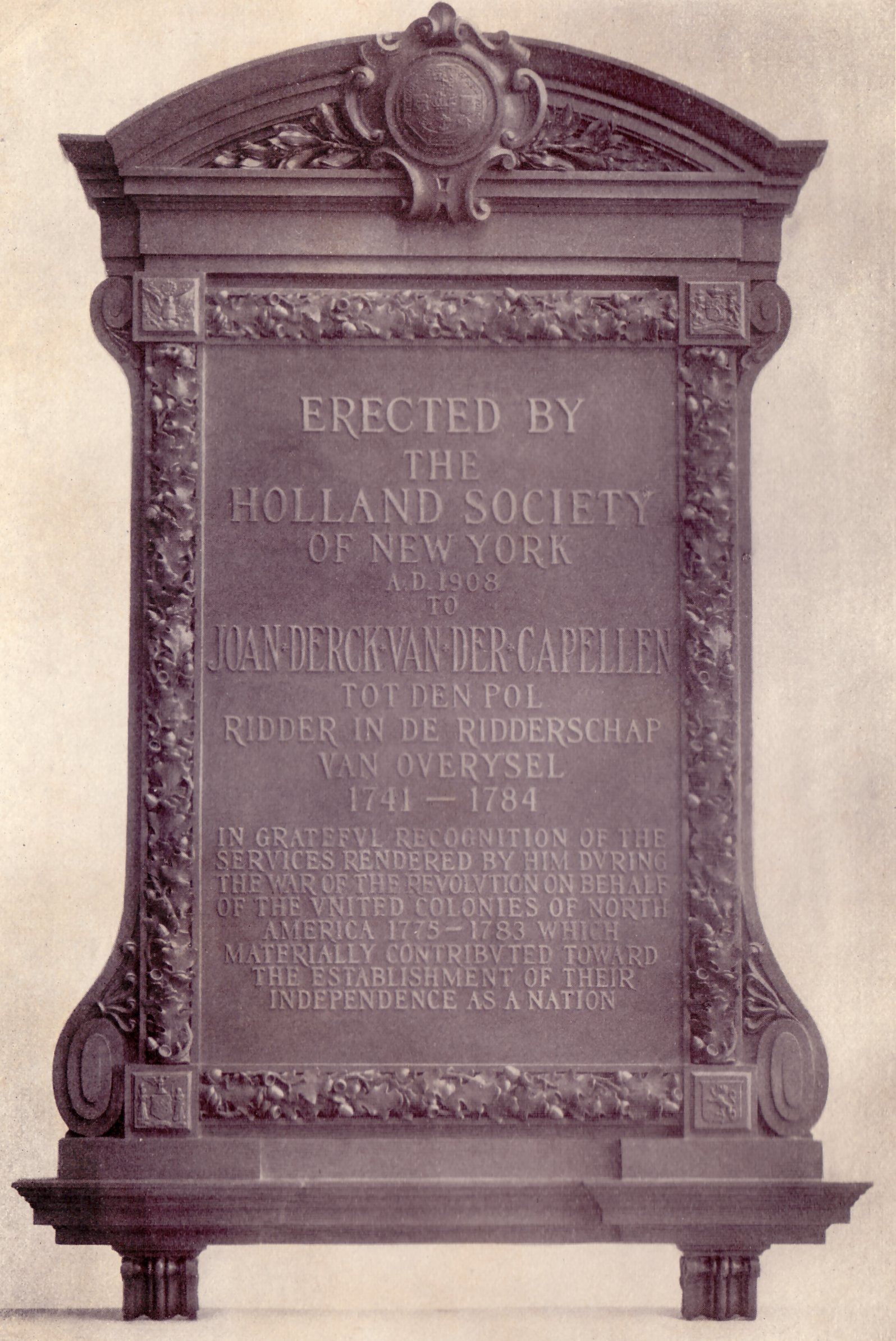
Tablet in Zwolle (1908)
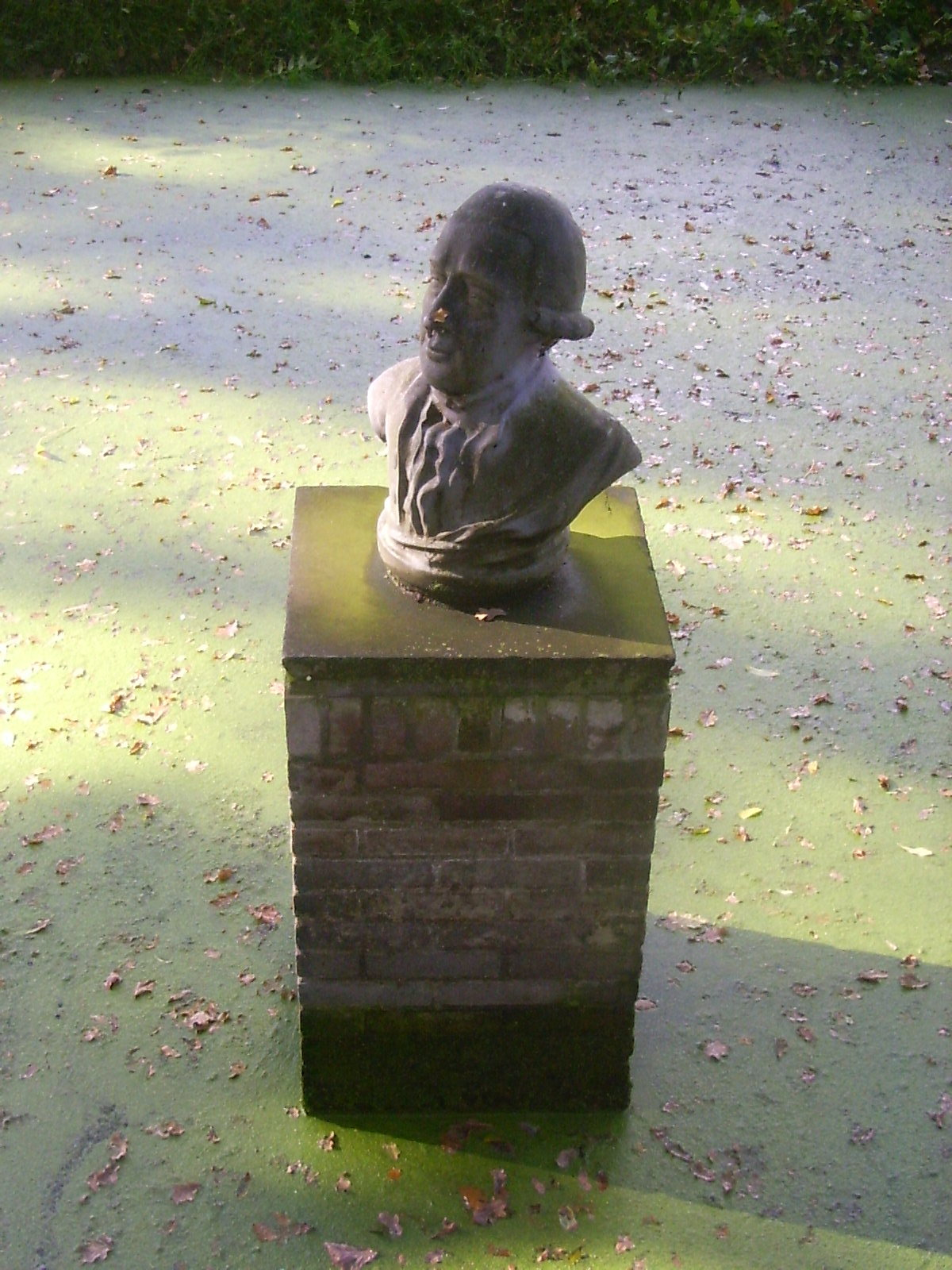
Buste in Appeltern
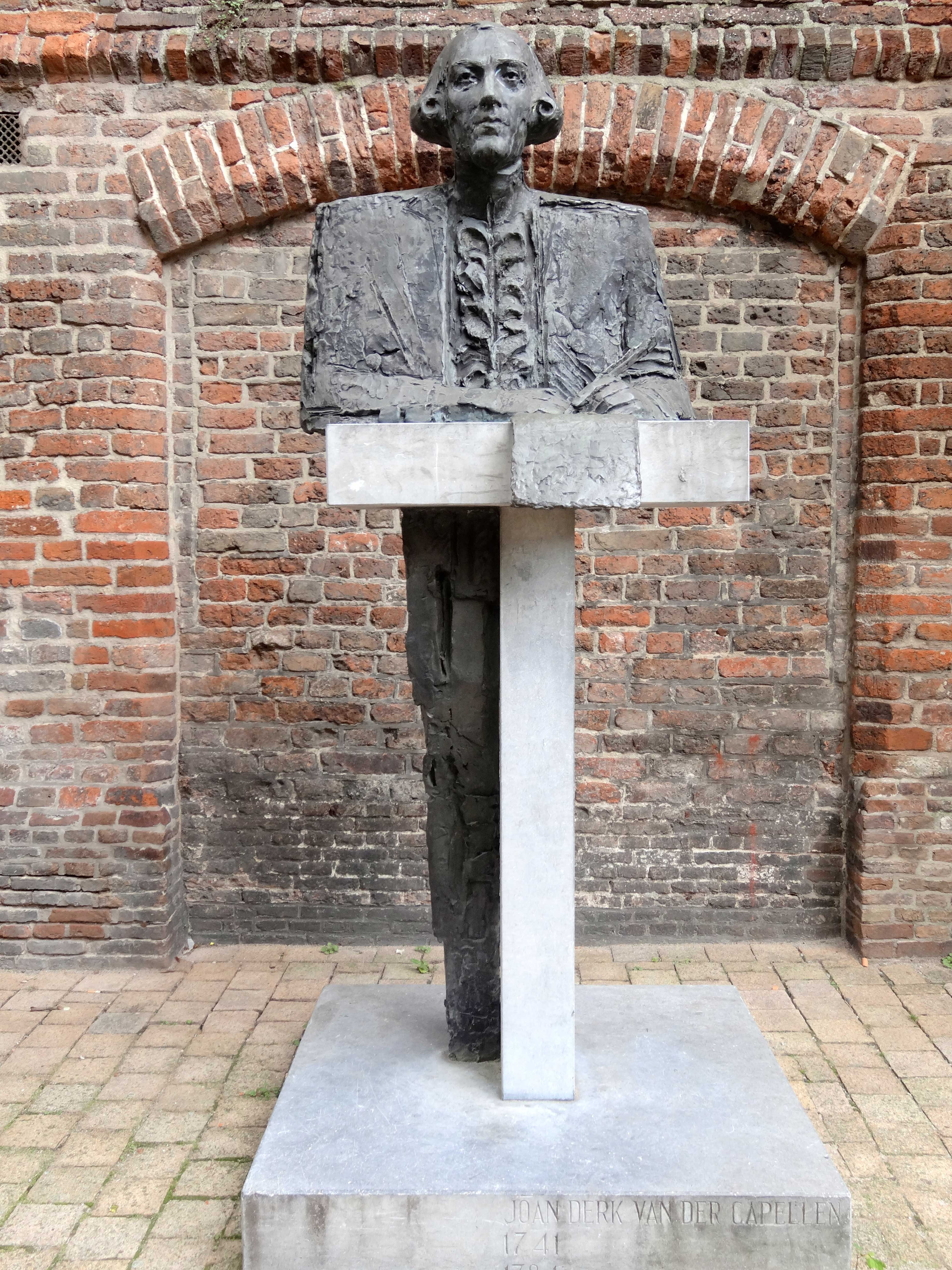
Standbeeld in Zwolle (1984)
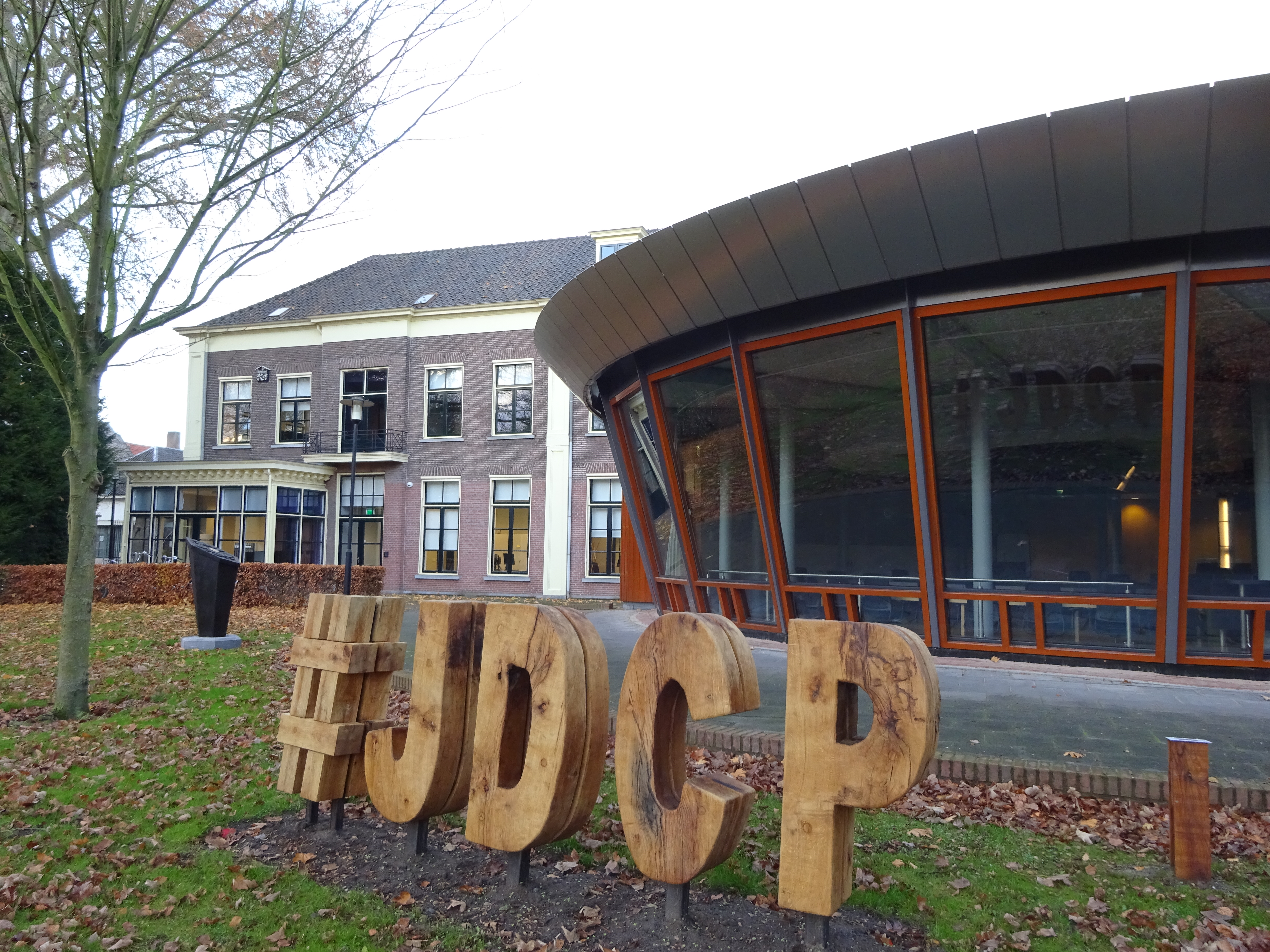
Gedenkteken in Tiel (2016)